# ドラゴンボールZ Sparking!
『ドラゴンボールZ Sparking!』（ドラゴンボールゼット スパーキング、DRAGON BALL Z Sparking!）は、スパイクが開発し、2005年10月6日にバンダイが発売した3D対戦アクションゲームである。通称ZS（ゼットエス）、スパキン（スパーキング!）。

## 概要
『ドラゴンボールZ Sparking!』シリーズの第1作目である。漫画『ドラゴンボール』を基にしたアニメ『ドラゴンボールZ』のストーリーを追体験したり、対戦モードで好きなキャラを使い戦闘を楽しむことができる。また、Zアイテムを手に入れキャラクターの技や能力を自由にカスタムすることも可能。
過去に3作発売されたPS2用対戦型格闘ゲーム『ドラゴンボールZ』シリーズとは違い、3Dフィールドでの格闘アクションになった。そのため2人プレイの場合画面が分割される。広い戦場を飛び回り、敵の攻撃を瞬時に避けたり、高速で敵の背後に回るなどの戦法は作品世界を忠実に再現している。他にもキャラクターの通常の格闘攻撃の所々にも、原作やアニメを再現した動きが用意されている。
BGMはアニメで使用されていたもののゲームアレンジが使用されている。
また、登場キャラクターが非常に多く、それまで他の『ドラゴンボール』を題材にした対戦型格闘ゲームには登場しなかったキャラクターが出るのもこのシリーズの特徴である。原作、アニメともに戦闘シーンが皆無同然だったキャラクター、アニメオリジナルキャラクター、さらには劇場版に登場したオリジナルキャラクターなどマニアックなキャラクターたちが参戦している。
プロデューサーの三戸亮によると、「『ドラゴンボールZ』シリーズが『ドラゴンボールZ3』まで行って集大成的なものができたので、新シリーズを立ち上げることになったのが開発の始まり」であり、『ドラゴンボールZ』シリーズが横軸上のバトルの完成系だったことに対し、次のテーマとして「3D空間」が選ばれた。タイトルは当初、『超戦士激闘伝』という仮のタイトルが考えられていたが、過去に似たタイトルがあるため差別化のために、『ドラゴンボール』らしい単語として、アニメ『ドラゴンボールZ』の主題歌「CHA-LA HEAD-CHA-LA」の歌詞の最後に叫ぶ「スパーキング！」が印象的だったため、使わせていただいたとのこと。キャラクター数に関しては「『ドラゴンボールZ』シリーズで3作かけて増えていったのに、新シリーズで数が減ったら悲しいじゃないですか」と話している。後のシリーズもキャラクターがさらに増加し、「ユーザーさんの想像の上を行かないと」という思いが強くあったという。
全世界での販売本数は136万7千本を記録した。

## 続編
ドラゴンボールZ Sparking! NEO（PlayStation 2、Wii）
PlayStation 2版は2006年10月5日発売。Wii版は2007年1月1日発売。
ドラゴンボールZ Sparking! METEOR（PlayStation 2、Wii）
両方とも2007年10月4日発売。
ドラゴンボール Sparking! ZERO（PlayStation 5、Xbox Series X/S、Steam）
PlayStation 5版、Xbox Series X/S版は2024年10月10日発売予定。Steam版は2024年10月11日発売。

## ゲーム内容
Zバトルゲート
神龍が見てきた悟空たちの闘いを追体験することができるモード。最初に選べるのは原作のストーリーのみだが、話が進むごとに新たなZバトルゲートが開き、使用可能なキャラクターや劇場版やGT、またはオリジナルストーリーが増えていく。
基本は敵を倒すことが目的だが、特定のブラストで止めを刺したり、敵から逃げ切る、リングアウトに追い込むなど勝利条件は豊富である。
ステージ中に落ちているドラゴンボールを7つ集めると神龍が出現し、隠し要素を入手できる。
バトルはノーマルバトルとEXバトルの2種類に分かれている。ノーマルバトルはゲートクリアするために挑戦する必要があり、EXバトルはほとんど関係ないが黄色い枠のEXバトルはIFの組み合わせを実現したバトルである。
アルティメットバトル
超戦士100ランキング
100人の戦士とランキングバトルをする。特定の条件を満たして勝つとW（ウイニング）ポイントが多く手に入り、Zアイテムがゲットできる。負けてWポイントがなくなると失格になる。
ある程度連勝すると5ランク上のキャラクターが乱入し、勝利すると一気にそのランクまで上がることができる。挑戦するか否かは自分で選択可能。またWポイントが一定値になると乱入者が登場、かつと大量のWポイントと貴重なZアイテムが手に入り、負けるとWポイントが大幅に下がる。
武者修行
Wポイントが減る心配がなく闘える。連勝すればZアイテムが手に入る。ただし、難易度を「やさしい」にしていた場合はZアイテムの獲得は不可能。また、勝利しても体力は完全には回復しない。

対戦
1対1で対戦するモード。
- 1P VS COM
- 1P VS 2P
- COM VS COM
- パスワード - 『ドラゴンボールZ3』のパスワードを入力することにより、そのキャラクターの能力で闘うことができる。

天下一武道会
「初級」「中級」「上級」
優勝するとZアイテムが手に入る。
セルゲーム
セルが主催するセルゲームに参加する。決勝まで勝ち進みセルを倒すと、貴重なZアイテムが手に入る。

練習
練習
キャラクターやステージを自由に選び、技の練習ができる。
修行
戦闘中の操作を写真付きで説明をしてくれる。

エボリューションZ
手に入れたZアイテムの装備やチェックができる。アイテムフュージョンによりアイテム同士の合成も可能。アイテムフュージョンでないと開放できない隠しキャラクターも多い。
オプション
難易度、コントローラ配置などの設定ができる。
キャラクター図鑑
本作に登場するキャラクターの詳しい解説が読める。操作可能キャラクターが増えるごとに増えていく。基本事項から、原作だけでは知ることのできない裏設定まで、かなり詳しく書かれているが、間違っている部分も多い。

### IFストーリー
IF、つまり「もしも」の世界のストーリー（いわゆるパラレルワールドである）。Zバトルゲートをクリアしていくごとに解禁していく。
復讐のサイヤ人編
主にベジータとその他のサイヤ人たちを主人公としたIFストーリー。もしも、生き残ったサイヤ人が反旗を翻したら…という話。最初はベジータがフリーザの側近ザーボンとドドリアに戦いを挑み最後はフリーザにラディッツ、栽培マン、ナッパ、バーダック、ベジータが戦いを挑む。
宇宙の帝王編
フリーザを主人公としたIFストーリー。もし、フリーザが超サイヤ人になった孫悟空を倒したら…というストーリー。ラストはフリーザの兄、クウラに戦いを挑む。
真・究極の人造人間編
セルを主人公としたIFストーリー。セルがドクター・ゲロの望んでいた究極の人造人間よりもさらなる真の究極の人造人間になるため、サイヤ人たち、そして究極の人造人間スーパー17号に挑む。
破壊魔人編
魔人ブウを主人公としたIFストーリー。魔人ブウが次々と戦いに挑む強敵たちを倒していき、破壊の限りを尽くしていく。ラストは悪鬼の邪念であるジャネンバと戦いを挑む。
地球征服計画編
今まで悟空たちと戦い敗れていった悪人たちを主人公としたIFストーリー。今まで戦いに敗れた悪人たちが地球征服のために徒党を組み、憎きサイヤ人たちを倒していく話。最後はベジータベビーかスーパー17号で超サイヤ人4のゴジータと戦う。
真・天下一武道会編
少年期の孫悟空を主人公としたIFストーリー。子供時代の悟空を中心に、昔の天下一武道会を再現するIFストーリー。

## 登場キャラクター
基本的にキャラクター名はセレクト画面に準拠。フォームも含めて全90人のキャラクターが登場する。
太字はキャラクター名、カッコ内にフォーム
- 孫悟空（声優：野沢雅子）
- 孫悟空（超サイヤ人）（声優：野沢雅子）
- 孫悟空（超サイヤ人2）（声優：野沢雅子）
- 孫悟空（超サイヤ人3）（声優：野沢雅子）
- 孫悟空（超サイヤ人4）（声優：野沢雅子）
- ベジータ（声優：堀川りょう）
- ベジータ（超サイヤ人）（声優：堀川りょう）
- 超ベジータ（超サイヤ人）（声優：堀川りょう）
- 魔人ベジータ（声優：堀川りょう）
- ベジータ（超サイヤ人2）（声優：堀川りょう）
- ベジータ（超サイヤ人4）（声優：堀川りょう）
- ピッコロ（声優：古川登志夫）※天下一武道会では「マジュニア」と呼ばれる。
- クリリン（声優：田中真弓）
- ヤムチャ（声優：古谷徹）
- 天津飯（声優：鈴置洋孝）
- 餃子（声優：江森浩子）
- 孫悟飯（幼年期）（声優：野沢雅子）
- 孫悟飯（少年期）（声優：野沢雅子）
- 孫悟飯（少年期）（超サイヤ人）（声優：野沢雅子）
- 孫悟飯（少年期）（超サイヤ人2）（声優：野沢雅子）
- 孫悟飯（青年期）（声優：野沢雅子）
- 孫悟飯（青年期）（超サイヤ人）（声優：野沢雅子）
- 孫悟飯（青年期）（超サイヤ人2）（声優：野沢雅子）
- アルティメット悟飯（声優：野沢雅子）
- グレートサイヤマン（声優：野沢雅子）
- トランクス(剣)（声優：草尾毅）※未来のトランクス
- トランクス（剣）（超サイヤ人）（声優：草尾毅）
- トランクス（格闘）（声優：草尾毅）
- トランクス（格闘）（超サイヤ人）（声優：草尾毅）
- 超トランクス（超サイヤ人）（声優：草尾毅）
- トランクス（幼年期）（声優：草尾毅）※現代のトランクス
- トランクス（幼年期）（超サイヤ人）（声優：草尾毅）
- 孫悟天（声優：野沢雅子）
- 孫悟天（超サイヤ人）（声優：野沢雅子）
- ゴテンクス（声優：野沢雅子＆草尾毅）※悟天とトランクスがフュージョンした姿
- ゴテンクス（超サイヤ人）（声優：野沢雅子＆草尾毅）
- ゴテンクス（超サイヤ人3）（声優：野沢雅子＆草尾毅）
- ベジット（声優：野沢雅子＆堀川りょう）※孫悟空とベジータがポタラで合体した姿
- スーパーベジット（超サイヤ人）（声優：野沢雅子＆堀川りょう）
- ゴジータ（超サイヤ人）（声優：野沢雅子＆堀川りょう）※孫悟空とベジータがフュージョンした姿
- スーパーゴジータ（超サイヤ人4）（声優：野沢雅子＆堀川りょう）
- ラディッツ（声優：千葉繁）
- ナッパ（声優：飯塚昭三）
- ベジータ（スカウター）（声優：堀川りょう）
- 栽培マン（声優：沼田祐介）
- ザーボン（声優：速水奨）
- ザーボン（変身後）（声優：速水奨）
- ドドリア（声優：堀之紀）
- ギニュー（声優：堀秀行）
- リクーム（声優：内海賢二）
- バータ（声優：岸野幸正）
- ジース（声優：田中和実）
- グルド（声優：塩屋浩三）
- フリーザ（第一形態）（声優：中尾隆聖）
- フリーザ（第二形態）（声優：中尾隆聖）
- フリーザ（第三形態）（声優：中尾隆聖）
- フリーザ（最終形態）（声優：中尾隆聖）
- フリーザ（最終形態“フルパワー”）（声優：中尾隆聖）
- メカフリーザ（声優：中尾隆聖）
- 人造人間16号（声優：緑川光）
- 人造人間17号（声優：中原茂）
- 人造人間18号（声優：伊藤美紀）
- 人造人間19号（声優：堀之紀）
- 人造人間20号（声優：矢田耕司）
- セル（第一形態）（声優：若本規夫）
- セル（第二形態）（声優：若本規夫）
- セル（完全体）（声優：若本規夫）
- パーフェクトセル（完全体）（声優：若本規夫）
- セルジュニア（声優：鈴置洋孝）
- 魔王ダーブラ（声優：大友龍三郎）
- 魔人ブウ（善）（声優：塩屋浩三）
- 魔人ブウ（純粋悪）（声優：塩屋浩三）
- 魔人ブウ（悪）（声優：塩屋浩三）
- 魔人ブウ（悪）（ゴテンクス吸収）（声優：塩屋浩三）
- 魔人ブウ（悪）（アルティメット悟飯吸収）（声優：塩屋浩三）
- 魔人ブウ（純粋）（声優：塩屋浩三）
- ミスター・サタン（声優：郷里大輔）
- ビーデル（声優：皆口裕子）
- バーダック（声優：野沢雅子）
- クウラ（最終形態）（声優：中尾隆聖）
- ブロリー（声優：島田敏）
- ボージャック（変身後）（声優：玄田哲章）
- ジャネンバ（声優：玄田哲章）
- ベビーベジータ（声優：沼田祐介）
- スーパー17号（声優：中原茂）※人造人間17号とは別キャラクター扱い

以下の5人はドラゴンボールを集めると1人ずつ使用可能
- 大猿（ベジータ）（声優：堀川りょう）
- 大猿 / 大猿（下級戦士）（声優：川津泰彦）
- 孫悟空（少年期）（声優：野沢雅子）
- 亀仙人（声優：増岡弘）
- 桃白白（声優：大塚周夫）

■ノンプレイヤーキャラクター
主にゲームの解説やレフェリーなどの役割で登場している。
- 牛魔王（声優：郷里大輔）
- 天下一武道会アナウンサー（声優：鈴置洋孝）
- ブルマ（声優：鶴ひろみ）
- ミスター・ポポ（声優：松本大）
- 界王様（声優：八奈見乗児）
- ナレーター（声優：八奈見乗児）
- 老界王神（声優：田の中勇）
- 神龍（声優：内海賢二）
- ポルンガ（声優：滝口順平）

## ステージ
- 荒野
- 岩場
- ナメック星
- 天下一武道会会場
- 廃墟の都
- 山道
- 島
- セルゲーム会場
- 神様の神殿
- 精神と時の部屋
- 界王神界

## BGM
- ドラゴンボールZ（映画）
- 恐怖のギニュー特戦隊
- 超サイヤ人だ孫悟空
- 人造人間街へ…01
- 人造人間街へ…02
- 死を呼ぶセルゲーム
- 最強のフュージョン
- 悪魔のブロリー
- 正義を愛する者！
- 旅立ち
- 天下一武道会
- 怪物フリーザVS伝説の超サイヤ人
- 再会!天下一大武道会
- 魔訶不思議アドベンチャー[注 1]
- プロローグ&サブタイトルI
- プロローグ&サブタイトルII
- DAN DAN 心魅かれてく（プロローグVer.）

## 主題歌
- 「WE GOTTA POWER」（作詞: 森雪之丞、作曲: 清岡千穂、編曲: 山本健司、歌： 影山ヒロノブ）

## 予約特典
- ホイポイカプセル型ボールペン

## 関連書籍
- Vジャンプブックス バンダイ公式 ドラゴンボールZ Sparking! プレイステーション2版 - 集英社、2005年10月11日、ISBN 4-08-779341-9